# (6876) Beppeforti
(6876) Beppeforti es un asteroide perteneciente al cinturón de asteroides, región del sistema solar que se encuentra entre las órbitas de Marte y Júpiter.
Fue descubierto el 5 de septiembre de 1994 por Andrea Boattini y Maura Tombelli desde la Estación de la Cima Ekar.

## Designación y nombre
Designado provisionalmente como 1994 RK1, fue nombrado en honor a Giuseppe (Beppe) Forti, (1939-2007) quien fue astrónomo del Observatorio Arcetri de Florencia. Su apoyo y consejos ayudaron continuamente a los descubridores a perfeccionar su trabajo observacional. Forti se formó como físico solar y trabajó durante seis años en el Proyecto de Radiometeoros Harvard-Smithsonian desde 1965. Realizó trabajos sobre las fuerzas no gravitacionales que actúan sobre los cometas y estuvo interesado en la dinámica de los planetas menores.

## Características orbitales
Beppeforti está situado a una distancia media del Sol de 2,285 ua, pudiendo alejarse hasta 2,614 ua y acercarse hasta 1,957 ua. Su excentricidad es 0,144 y la inclinación orbital 6,200 grados. Emplea 1262,02 días en completar una órbita alrededor del Sol.
Pertenece a la familia de asteroides de (4) Vesta.

## Características físicas
La magnitud absoluta de Beppeforti es 13,99. Tiene 4,246 km de diámetro y su albedo se estima en 0,324.